# Kingston Arms Apartments
Kingston Arms Apartments es un edificio de apartamentos ubicado en 296 East Grand Boulevard en la ciudad de Detroit, la más poblada del estado de Míchigan (Estados Unidos). Se encuentra en el Distrito Histórico de East Grand Boulevard. Fue incluido en el Registro Nacional de Lugares Históricos en 1999. El Kingston Arms, construido en 1924, es un ejemplo representativo del auge de los edificios de apartamentos de clase media en Detroit antes de la Gran Depresión.

## Descripción
El Kingston Arms es edificio de departamentos de cuatro pisos y medio con 24 departamentos. Es de planta rectangular con una fachada frontal que da a East Grand Boulevard y una fachada más larga que da a la calle lateral. El local comercial con entrada independiente se encuentra en el sótano.
La fachada es predominantemente de ladrillo, adornada con piedra alrededor de las ventanas, en la base y en el parapeto. Los dos pisos superiores tienen entramados empotrados encastrados en tramos salientes, con frontones arriba. Las puertas y ventanas de entrada originales aún están en su lugar. Aparte de la pintura, las fachadas no han recibido modificaciones desde que fueron construidas.
El interior del edificio tiene un vestíbulo con revestimiento de madera y un techo alto. Las baldosas de cerámica en el vestíbulo parecen incluir baldosas Pewabic colocadas en un patrón diagonal inusual.

## Historia
Inicialmente, se emitió un permiso de construcción a Albert A. Rose para Kingston Arms en 1916; sin embargo, debido a una demanda relacionada con la propiedad del terreno, la construcción del edificio se retrasó hasta 1924. La construcción tuvo lugar entre 1924 y 1925. El edificio permaneció en manos de Rose durante la Gran Depresión, pero la propiedad cambió aproximadamente en 1937. El edificio se ha mantenido como apartamentos durante toda su vida. Actualmente es propiedad de Messiah Housing Corporation, que compró el edificio en 1990 y lo renovó dos veces desde entonces. Messiah Housing también es propietario de los cercanos Saint Paul Manor Apartments y El Tovar Apartments.